# StarOffice
A StarOffice (más néven StarSuite) jelenleg az Oracle Corporation kereskedelmi irodai programcsomagja.

## Története

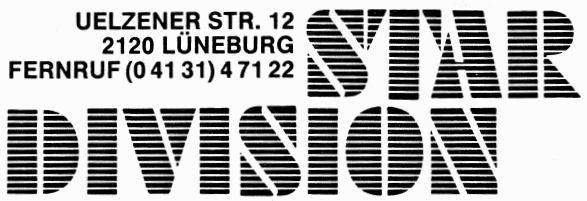
Logóváltozat Star-Writer I kézikönyvéből

A Star Division-t Marco Börries alapította Lüneburg-ban 1984-ben. Programozó barátját, Frank Aeffner-t 1985-ben bízta meg a StarWriter I megírásával az Amstrad CPC-n futó CP/M változatra. Ezt portolták az Amstrad PC-1512 megjelenésekor MS-DOS 3.2-re.
Később más egyedi programok integrációját követően a fejlesztés az Office Suite irányába haladt tovább, mely képes volt futni DOS-on, IBM OS/2 Warp-on és Microsoft Windows-on is. 1995-től a Star Division az alkalmazácsomagját "StarOffice" néven forgalmazta. A 4.2-es verzióig a StarOffice egy platformfüggetlen C++ class libraryn a StarView-n alapult.
1999-ben céget és a hozzá fűződő jogokat a Sun megvásárolta 73,5 millió USD-ért és mindenki számára elérhetővé tette, ez lett később az OpenOffice.org A Sun a Microsoft Office versenytársává akarta tenni a terméket és pénzmegtakarítást is remélt:
Az StarOffice megvásárlásának fő oka az volt, hogy a Sunnak 1999-ben kb. 42 ezer alkalmazottja volt. Nagy részüknek szüksége volt unixos munkaállomásra és windowsos laptopra is. És olcsóbb volt venni egy ilyen céget, amely Linux és Solaris környezetben is megfelelő volt, mint vásárolni 42 ezer licencet a Microsofttól. (Simon Phipps, Sun, LUGradio podcast)
A Sun hamarosan ingyenesen letölthetővé tette az 5.2-es verziót.
A Sun kapcsolata a StarOffice-szal hasonló volt, mint a Mozilla és a Netscape közötti. A StarOffice kódbázisán alapul az OpenOffice.org fejlesztés, amely a Sun és a szabadszoftver-közösség együttműködése.
A 2005 szeptemberében jelent meg a StarOffice 8, amely az OpenOffice.org 2 kódbázisán alapulva támogatja az OpenDocument formátumot és néhány egyéb fejlesztést is megvalósítottak benne.
A Sun felvásárlásával került a csomag az Oracle-höz, amely át is nevezte a csomagot Oracle Open Office-nak.
2009 márciusában egy tanulmány rámutatott, hogy a StarOffice-nak 3% piaci részesedése van a vállalati szektorban.
2011 áprilisában az Oracle bejelentette, hogy nem folytatja tovább az Oracle Open Office fejlesztését. A döntés része volt annak a törekvésnek, hogy az OpenOffice.org "tisztán közösségi alapú szoftver projekt" lehessen.

## Árak és licencelés
Hagyományosan a StarOffice licenc ára 70 amerikai dollár körül mozgott, 2004-ben azonban Japánban 1980 jenes (19 amerikai dollár) évenkénti áron bevezették az ún. „subscription-based” licencelést.
A Sun „per-person” kínálta irodai csomagját, vagyis egy személy akár 5 gépre telepítheti a megvásárolt alkalmazásokat, míg más cégeknél „per-processor” licencelést használnak (gépenként kell megvásárolni).
A programcsomagot magányszemélyek és oktatási intézmények ingyen letölthetik vagy egy adathordozó áráért megvásárolhatják. Szintén kínálnak ingyenes internetalapú oktatást és tanárok és diákjaik számára.

## Külső hivatkozások
- Hersteller termékei